# 1-ша зенітна прожекторна дивізія (Третій Рейх)
1-ша зенітна прожекторна дивізія (нім. Flak-Scheinwerfer-Division 1) — прожекторна зенітна дивізія повітряних сил Третього Рейху часів Другої світової війни.

## Історія
1-ша зенітна прожекторна дивізія була сформована 10 серпня 1941 року шляхом розгортання 1-ї прожекторної зенітної бригади Люфтваффе. Штаб розміщувався в Арнемі на території окупованих Нідерландів. Дивізія мала у своєму складі чотири прожекторні полки та один полк повітряного спостереження й оповіщення. Основним призначенням прожекторного з'єднання було забезпечення наземних засобів ППО та винищувальної авіації даними про повітряні цілі шляхом підсвічування в нічний час. Зоною відповідальності дивізії були території окупованих Бельгії та Нідерландів.

## Командування

### Командири
- генерал-майор Альфонс Лучни (нім. Alfons Luczny) (10 серпня 1941 — 31 липня 1942).

### Підпорядкованість
| Час       | Корпус                | Командування/Флот              | Штаб               |
| --------- | --------------------- | ------------------------------ | ------------------ |
| 1941      |                       |                                |                    |
| 10 серпня | XII повітряний корпус | Командування Люфтваффе «Центр» | Нідерланди/Бельгія |
| 1942      |                       |                                |                    |
| 1 січня   | XII повітряний корпус | Командування Люфтваффе «Центр» | Нідерланди/Бельгія |

### Склад
| серпень 1941                                       |
| -------------------------------------------------- |
| 1-й зенітний прожекторний полк                     |
| 2-й зенітний прожекторний полк                     |
| 3-й зенітний прожекторний полк                     |
| 4-й зенітний прожекторний полк                     |
| 202-й полк повітряного спостереження та оповіщення |